# Archibald Bower
Pour les articles homonymes, voir Bower.
Archibald Bower, né le 17 janvier 1686 à ou près de Dundee et mort le 3 septembre 1766 à Londres, est un historien écossais, aujourd'hui connu pour ses tergiversations religieuses, et les récits qu'il en a faits, aujourd'hui considérés par les spécialistes comme manquant de crédibilité. 
Après avoir fait ses études au Collège des Écossais de Douai, Archibald Bower devient jésuite à Rome. Il rejoint l'Église d'Angleterre quelque temps après son retour à Londres en 1726. Il a écrit History of the Popes (1748-66, 7 volumes). Cet ouvrage l'entraina dans une controverse concernant son retour apparent dans le giron catholique. À la fin de sa vie, il semble qu'il ait changé trois fois d'allégeance chrétienne. 

## Biographie
Archibald Bower naît le 17 janvier 1686 à ou près de Dundee. En 1702, il est envoyé au Collège écossais de Douai ; il se rend ensuite à Rome et est admis dans la Compagnie de Jésus le 9 décembre 1706. Après un noviciat de deux ans, il est envoyé en 1712 à Fano, où il enseigne les classiques jusqu'en 1714, date à laquelle il s'installe à Fermo . En 1717, il se trouve à Rome pour y étudier la théologie au Collège romain, et en 1721, il est transféré au collège d'Arezzo, où il reste jusqu'en 1723, et devient lecteur de philosophie. Il est ensuite envoyé à Florence, et la même année il part pour Macerata, où il reste jusqu'en 1726. À cette époque, il avait probablement déjà fait sa profession religieuse définitive (ses propres déclarations le concernant peuvent ne pas être fiables).
En 1726 Archibald Bower retourne  en Angleterre, envoyé par son Ordre. Archibald Bower a donné une tout autre histoire dans Answer to a Scurrilous Pamphlet (1757). Un autre récit avait déjà été publié par Richard Baron en 1750, prétendument basé sur l'histoire que Bower avait donnée de sa "fuite" au Dr Hill, aumônier de l'archevêque de Canterbury. Un troisième récit est imprimé à la fin de Bower and Tillemont compared (1757) par Douglas.

### En Angleterre
À son arrivée en Angleterre en juin ou juillet 1726, Archibald Bower fait la connaissance d'Edward Aspinwall (en), ancien jésuite, qui lui présente Samuel Clarke. Après plusieurs rencontres avec Aspinwall, Clarke et George Berkeley, il se retire de la communion de l'église catholique romaine et quitte la Compagnie de Jésus. Il écrit qu'il est alors pendant six ans un protestant sans confession religieuse particulière, avant de se conformer à l'Église d'Angleterre. En fait, il reprend provisoirement contact avec les Jésuites au début des années 1730.
Par l'intermédiaire du médecin royal Thomas Goodman, Archibald Bower obtient une recommandation pour Lord Aylmer, qui souhaite un précepteur particulier pour ses enfants. Pendant plusieurs années, il reste en contact étroit avec Lord Aylmer et est présenté à ses relations, dont George Lyttelton, qui devient un ami fidèle. Il accepte un poste de précepteur pour l'éducation du fils d'un certain M. Thompson, de Cooley dans le Berkshire ; il passe au bout d'un an chez Aylmer.
Archibald Bower est réconcilié avec l'Église catholique en 1744 par le jésuite Philip Carterest. Ce retour est précédé de négociations durant plus d'une décennie. Archibald Bower, cependant, n'est pas satisfait de la nouvelle situation. Il entame une correspondance avec le père Sheldon, le Supérieur provincial des Jésuites, et il reçoit en retour ses fonds investis le 20 juin 1747.
À la mort de Francis Say, gardien de la bibliothèque de la reine Caroline d'Ansbach (10 septembre 1748), Archibald Bower obtient le lieu[Quoi ?] grâce à l'intérêt de Lyttelton avec le premier ministre Henry Pelham. L'année suivante (4 août 1749), il épouse une nièce de l'évêque William Nicolson, fille d'un ecclésiastique de l'Église d'Angleterre. Cette dame a une fortune, et un enfant d'un précédent mari. Il avait déjà été engagé dans un contrat de mariage, qui n'a pas pris effet, en 1745. En avril 1754, Lyttelton le nomme greffier des buck-warrants.

### Mort
Archibald Bower meurt le 3 septembre 1766 et est inhumé dans le cimetière de l'église paroissiale de St Marylebone. L'épitaphe sur la pierre tombale le décrit comme « un homme exemplaire pour toute vertu sociale, justement estimé par tous ceux qui l'ont connu pour sa stricte honnêteté et son intégrité, un ami fidèle et un chrétien sincère ». Il a légué tous ses biens à sa femme, qui a attesté qu'il était mort en protestant (London Chronicle, 11 octobre 1766).